# Clase Donghae
La  Clase "Donghae" (del coreano: 동해급), son una serie de cuatro corbetas, algunas de sus unidades estuvieron en servicio con la Armada de la República de Corea, y una fue donada a la Armada de la República de Colombia. Anteriormente fueron usadas para misiones de patrulla costera en Corea del Sur.

## Características
Cada una de estas corbetas está armada con un cañón Oto Melara 76 mm, tres cañones de uso antiaéreo, seis torpedos y doce cargas de profundidad para operaciones y tácticas de guerra antisubmarina. Esta clase de buques se asemejan a la clase anterior (la clase "Pohang"), pero con ligeras diferencias en su armamento a bordo.
Cada una de las naves fue construida en un astillero diferente. La ROKS "Donghae" (PCC-751) fue la primera unidad en servicio de la clase, el 18 de noviembre de 1982 es botada la ROKS "Anyang" (PCC-755), y la última de esta clase sería botada en 1983. Cada uno de los buques fue bautizado en honor de algunas de las ciudades portuarias surcoreanas, como en el caso de Donghae que es una de las principales ciudades portuarias de dicha nación.